# Siim Roops

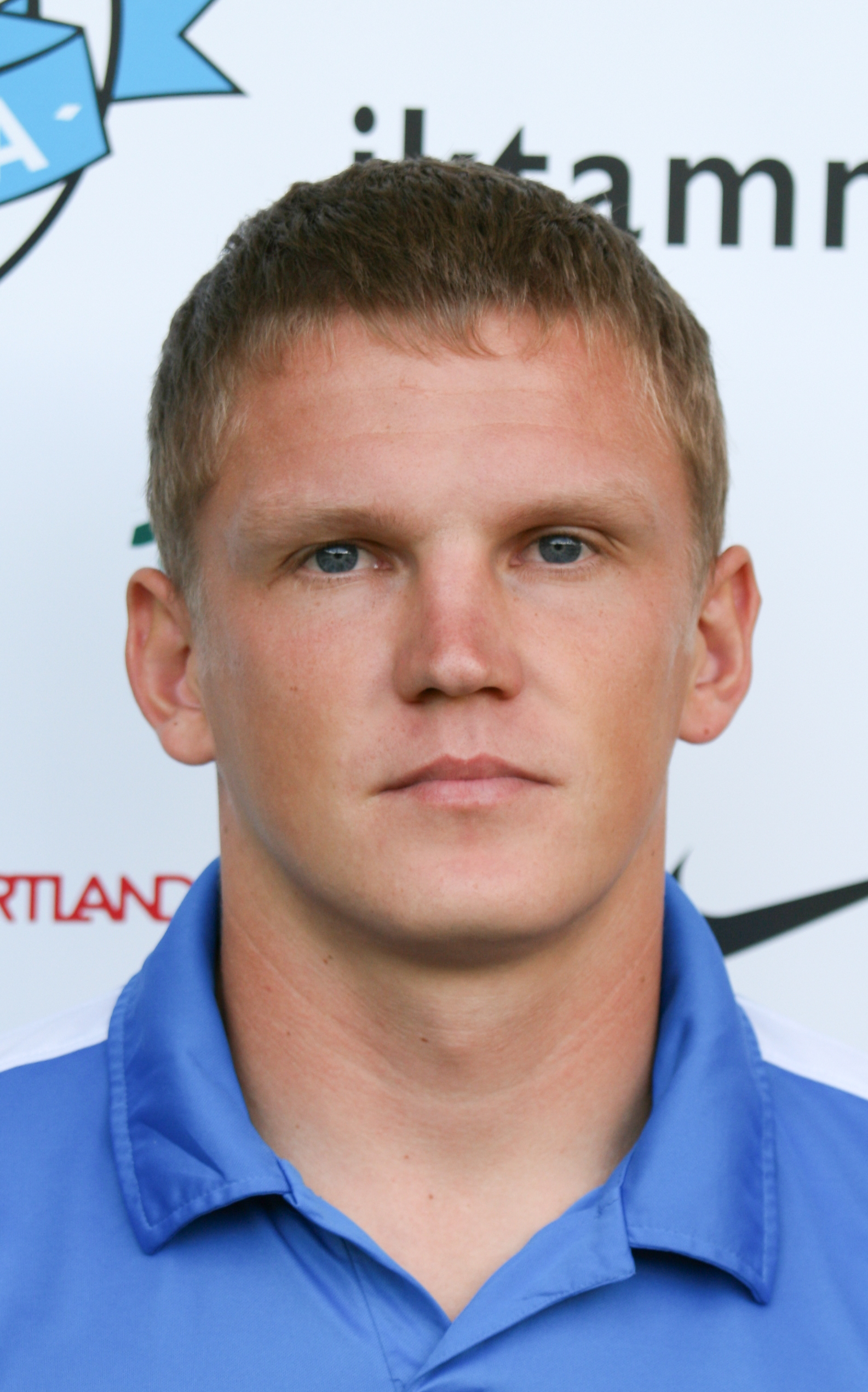
Siim Roops

Siim Roops (Tartu, 4 maart 1986) is een Estisch voetballer die bij voorkeur als verdediger speelt. Hij verruilde in 2012 JK Tammeka Tartu voor FK Jerv.

## Carrière
Roops startte zijn loopbaan bij JK Tammeka Tartu. In 2007 stapte hij over naar Valdres FK vanaf FC Flora Tallinn maar keerde later terug bij die club. Daarna werd hij uitgeleend aan JK Viljandi Tulevik om daarna weer terug te keren bij JK Tammeka. In 2012 tekende hij een contract bij FK Jerv in Noorwegen.

## Interlands
Roops debuteerde op 3 februari 2007 voor het nationaal voetbalelftal in een wedstrijd tegen Polen. Hij was daarmee de 200e speler die uitkwam voor het nationale team.